# 刘忠军
刘忠军（1958年—），北京市人，汉族，中华人民共和国政治人物，第十一届全国人民代表大会北京地区代表，第十二届全国人民代表大会北京地区代表。

## 生平
毕业于北京医学院。北京大学第三医院主任医师。2008年，当选为全国人大代表。2013年再次当选。十二届全国人大一次会议上，刘忠军建议，加强专科医生培训，引导患者社区就诊。
2018年2月24日，当选为第十三届全国人大代表。